# Michael E. Schmidt mlajši
Michael E. Schmidt mlajši, ameriški podčastnik in športni strelec, * 1958, Decatur, Illinois.
Graves je sodeloval na poletnih olimpijskih igrah leta 2000 (strelstvo, skeet).
Je član U.S. Army Marksmanship Unit.